# III. Jenő pápa
Boldog III. Jenő (Pisa, 1100. november 25. – Tivoli, 1153. július 8.) volt a katolikus egyház élén a történelem 167. pápája. Jenő pontifikátusának nyolc éve alatt alig töltött pár hónapot Rómában, azonban a székhely lázadása mellett az egész keresztény világot hatása alá vonta. Azon ritka egyházfők egyike, akik nem a világi papság sorai közül kerültek az egyház élére. A cisztercita szerzetes igen következetes és szigorú egyházi intézkedéseket foganatosított a klérus fegyelmi kérdéseiben. Clairvaux-i Szent Bernát tanítványa és támogatottjaként sikerült történelmi sikereket elérnie a Laterán diplomáciájában. Ő indította el a második keresztes hadjáratot, nevéhez kötődik Szicília és a pápaság békéje és a konstanzi szerződés aláírása is.

## Élete és pályája kezdetén

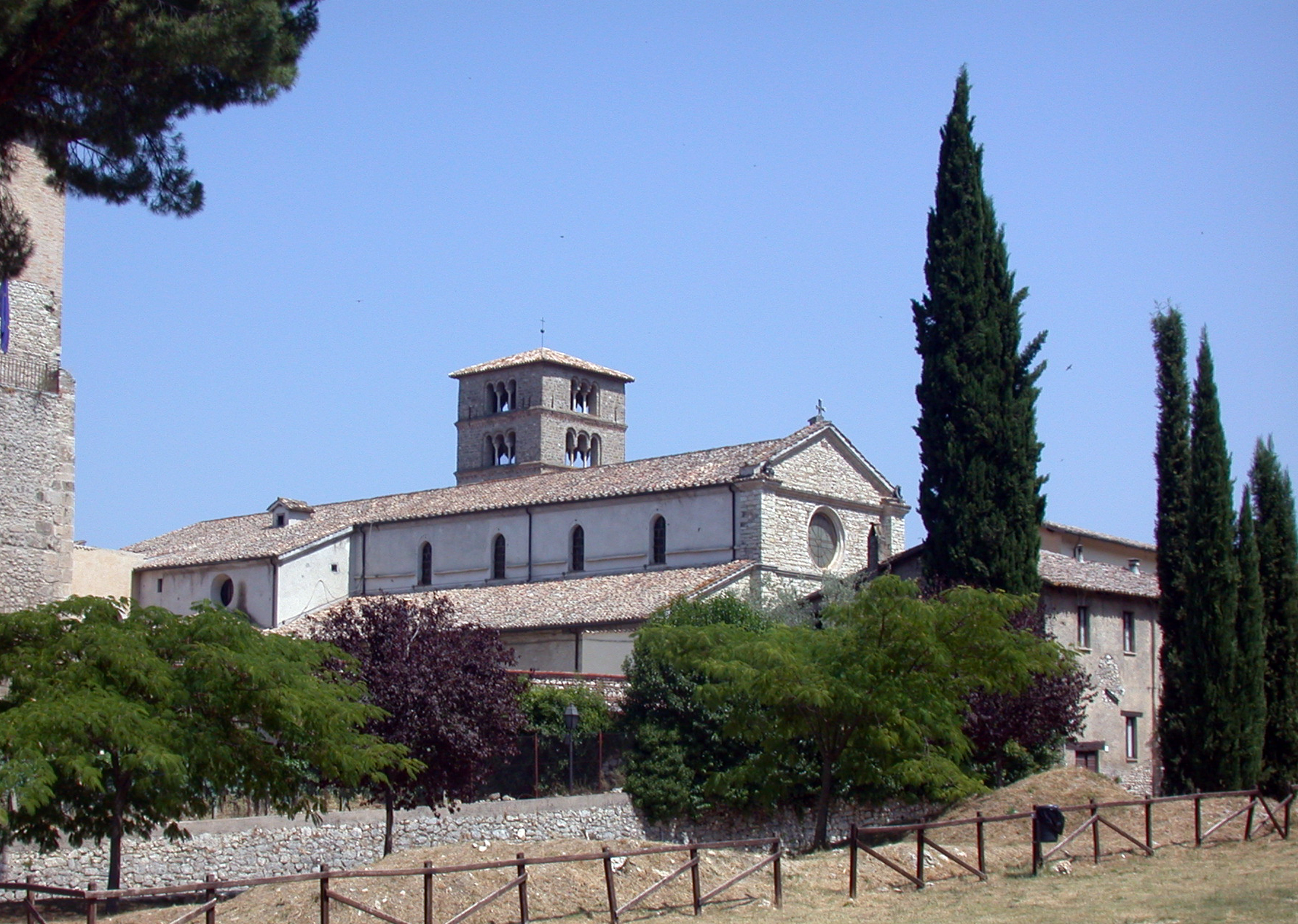
A Farfai Apátság látképe ma

Pisában látta meg a napvilágot, Bernardo Pignatelli, avagy másképpen Bernardo Paganelli di Montemagno néven. A korabeli krónikások és a későbbi önéletrajzírók több ponton is eltérnek egymástól. Így már Jenő igazi nevében sincs teljes megegyezés, ugyanúgy mint születési évében, szülei kilétében vagy pontos szülőhelyében. Az viszont kétségtelen, hogy családja nemesi származású volt, és mint a középkor tehetősebb famíliái, a Pignatelli család is egyházi neveltetést biztosított gyermekének.
Bernardo gyorsan tanult, és már ifjú korban tiszteletreméltó tudást halmozott fel. Hamarosan a pisai katedrális kanonokjává vált. Később az egyházmegye gazdasági és világi ügyeit intézte. 1130-ban találkozott először Clairvaux-i Szent Bernáttal a pisai zsinaton, és olyan nagy hatást tett rá a szent ember, hogy öt év múltán csatlakozott Bernát szerzetesrendjéhez. A Clairvaux-i szent egyik legkedvesebb tanítványává vált, és több jelentős feladatot is rábízott a kolostor mindennapjai mellett. Évek múltán egy pápai levél hatására Bernát szerzeteseket küldött az ősi Farfai Apátság benépesítésére. Bernardo is tagja volt annak a csoportnak, amely elhagyta a kolostort. II. Ince pápa határozatára azonban mégsem a Farfai kolostorban telepedtek le, hanem Tre Fontane monostorában. Az újonnan alapított cisztercita kolostor apátja lett, és II. Lucius pápa halála után ide érkezett meg a sürgős üzenet, miszerint Bernardot a Szent Kollégium pápává választotta.

## A ciszterci pápa

### Pápaválasztás köztársasági hangulatban
Bernardo elődje, II. Lucius a világi hatalom megőrzése érdekében feloszlatta Róma szenátusát, amely a város köztársasági átalakulása mellett állt ki. A szenátus vezetőjének Giordano Pierleonit választották meg, aki II. Anaklét ellenpápa testvére volt. A Pierleoni család lefizette a rómaiakat és a nemesek egy részét, majd a maroknyi sereggel rájuk törő Luciust megsebesítették, aki sérüléseibe belehalt.
A bíborosok a pápa halála után gyorsan döntöttek. Még 1145. március 15-én eltemették az egyházfőt a Lateránban, és az örök város vezetésének reakciójától tartva a kollégium a Via Appia mentén fekvő Szent Caesarius-kolostorban ült össze titokban. A konklávé egyhangúlag szavazta meg Bernardot, a Tre Fontane-kolostor apátját egyházfőnek. A szokatlan választásra valószínűleg azért kerülhetett sor, mert a pápai trónhoz közel álló bíborosok nem merték vállalni a nehéz római és dél-itáliai teendőket. A cisztercita szerzetes felvette a III. Jenő uralkodói nevet, majd a bíborosok sietve trónra emelték őt a Lateránban. Miután nyilvánvalóvá vált, hogy az új egyházfőt nem látják szívesen Rómában, a bíborosok és Jenő elmenekültek a városból. A Farfai Apátságban felszentelték Jenőt pápának, és ezzel törvényesen is az egyház fejévé tették. Ezek után Viterbo városa fogadta be az elűzött egyházfőt. Ebben a városban fogadta Jenő az európai udvarok követeit, akik biztosították a szerzetest a koronás fők támogatásáról. Immár a negyedik pápa volt elismerve az egész keresztény világban, kivéve Róma városát.

Viterbóban két pontifikátusát meghatározó személyt is fogadott Jenő. Elsőként a hírek hallatára hozzá siető Clairvaux-i Szent Bernátot, aki a hírek hallatán elsőként nem értette a klérus döntését, és bírálta őket, hogy a világi dolgokban járatlan Bernardot emelték az egyház élére. Viterboban azonban már gratulált Jenőnek, és támogatásáról biztosította őt. Első Jenőnek írt levelében jegyezte le híressé vált mondatát, amelyet gyakran idéztek a későbbi korok klerikusai. 

Bernát ezzel a mondatával is kifejezte a Jenőnek szánt utat, amelybe gyakran bele is szólt. A történetírók feljegyzései alapján Bernát azért méltatta hirtelen az egyházfővé lett tanítványát, mert ráébredt befolyásának mértékére. Hamarosan megírta a De Consideratione című munkáját, amely a pápáknak állított követendő utat uralkodásuk során. Bernát munkáját Jenő utódai is sokáig használták.
Viterbói tartózkodása során másik látogatója is akadt Bresciai Arnold személyében, akit még II. Ince pápa közösített ki az egyházból, és Ince utódai sem kegyelmeztek az eretnek tanokat hirdető Arnoldnak. Itáliából is száműzték, de amikor Jenő lépett trónra, Arnold újra kegyelemért esdekelt. A szerzetes pápa visszavonta az Arnolddal szemben fennálló korlátozásokat, de kikötötte, hogy az egyház szervezetébe csak akkor fogadja vissza, ha zarándokutat tesz Jeruzsálembe, és penitenciaképpen koplal. Arnold azonban hamar elfelejtette ígéreteit, és Rómában a pápa ellen lázongó nép élére állt. Az irányítás hamarosan kicsúszott a szenátus kezéből is, és Rómát elöntötte a dühöngő tömeg. A szent várost Arnold uszítására teljesen felforgatták, kirabolták és lerombolták a bíborosok és más egyházi méltóságok palotáit, a Szent Péter-bazilika pedig igazi zsibvásár hangulatot öltött.
A városi nemesség elborzadva állt a történtek előtt, és mivel féltek attól, hogy a féktelen haragú nép őket is célba veszi, békét kerestek a pápával.

### Szicíliától a tivoli vitáig
Jenő igen fontosnak tartotta, hogy újra tárgyalóasztalhoz üljön Dél-Itália urával, II. Roger, szicíliai királlyal. Az idők múltán erre mindkét félnek szüksége lett, és a római nemesség közvetítésével sikerült is megegyeznie Jenőnek és Rogernek. Az uralkodó elismerte a pápák jogát bizonyos déli területekre, sőt a hűbérességet is vállalta, viszont Apulia egészét megtarthatta, amiért nem fizetett éves adót, és az egyházfő is elismerte Roger királyságát. Jenő az egyház részéről engedékeny álláspontot azzal egyenlítette ki, hogy felújította a normannok és a pápaság hagyományos szövetségét. Roger seregei tehát hamarosan Róma ellen vonultak, hogy rendet teremtsenek az örök városba.
A lázadó városban gyorsan helyreállt a rend, hiszen a legtöbb nemes is Jenő oldalára állt. 1145 karácsonyán az egyházfőt kitörő lelkesedéssel fogadta a római nép. Jenő zsinatot hívott össze, amelyen kiátkozta Bresciai Arnoldot, és meghívta a Lateránba a szenátus vezetőit, hogy rendezzék a hatalmi kérdéseket. Az egyezségben megállapodtak arról, hogy a pápa nem szünteti meg a testületet, de a pápai kúria felügyelete alatt marad. A szenátus és a kúria külön szervezetben működtek, és a város világi kérdéseiben a kettő együttes döntésére volt szükség. A szenátorokat évente a nép választotta meg, és a végrehajtó hatalom jelentős részét ők birtokolhatták.
A két szervezet azonban nem tudott egymás mellett működni, és hamarosan ütköztek a pápai kúria és a szenátus érvei. A római nép le akarta romboltatni a közeli Tivoli városát, ugyanis az nem segítette őket a reformokban. Jenőt azonban többször is befogadta Tivoli, ezért hallani sem akart a szenátus terveiről. A pápai vétó hallatára az indulatok ismét elszabadultak a városban, és először csak az Angyalvár oltalmába menekült Jenő, de áprilisra a pápa ismét elhagyta Rómát. Először Viterboba menekült, majd Franciaországba utazott.

### Keresztes-toborzás
A római kudarc azonban hamarosan eltörpült Jenő problémái között. A közel-keleti keresztény államokból egyre tragikusabb hírek érkeztek a pápai udvarhoz. Palesztina és Szíria államait újra a szeldzsuk törökök támadásai fenyegették. 1144-ben elesett Edessza városa, amely megdöbbenést váltott ki az egész nyugati világban. Jenő második menekülése után Viterboból leveleket küldött ki Európa minden keresztény udvarába, hogy buzdítsák a lovagokat a Szentföld védelmére. Hamarosan személyesen kelt át az Alpok vonulatain, hogy így toborozzon sereget a Szentföld megvédésére. Ebben segítségére volt Szent Bernát is.
Már 1145 decemberében kiküldte VII. Lajos, francia királynak a Quantum praedecessores című bulláját, amelyben az uralkodót egy második keresztes háborúra hívja fel. 1146-ban Bernát segítségével összehívta Speyerbe a III. Konrád, német-római császár elnökölte birodalmi gyűlést, amelyen szintén sikerrel hirdette meg a keresztes háborút. A pápa igyekezete és személyes biztatása újra lázba hozta egész Európát, azonban a lovagi seregek a második hadjáraton már kevésbé szent célokért is hadba szálltak. Ez viszont már nem Jenő hibája.

### Franciaországból Konstanzba
A keresztes toborzás közben idejének nagy részét Franciaországban töltötte, és innen irányította az egyház messzire nyúló kapcsolatait is. Egy párizsi zsinat után küldte el Nicholas Breakspear bíborost Skandináviába, hogy az ottani egyházszervezetet megerősítse. Felvette a kapcsolatokat a keleti keresztény egyházzal is, és tárgyalt az egyházszakadás megszüntetéséről is. Több zsinatot is összehívott Párizsban, Trier-ben és Reimsban is, amelyeken az egyházi fegyelemmel kapcsolatos kérdéseket vitatták meg. Jenő szigorú szabályokat hozott a meglévő tiltásokon felül. A papok öltözködését és magatartását is felvetette a kánoni törvényekbe. A szabályokat igen következetesen betarttatta, és nem félt elmozdítani nagyhatalmú főpapokat sem. Így visszavonta a palliumot York és Mainz metropolitájától valamint Reims érsekétől is. Hosszas franciaországi tartózkodása megváltoztatta a francia klérus viszonyát a Szentszékhez, és emelte annak tekintélyét.
Jenő támogatta a kontinensen terjedő oktatást is. A teológiai és filozófiai oktatás fejlesztésében kancellárja, Pullus bíboros járt az élen, aki megalapította az Oxfordi Egyetem elődjét. 1148 tavaszán végül úgy döntött, hogy visszatér Itáliába. Július 7-én Cremonában találkozott az itáliai püspökökkel, ahol megerősítette a reimsi zsinat egyházfegyelmi döntéseit, és újra kiátkozta Bresciai Arnoldot, aki újra Róma élére állt. Hűbéresei segítségével újra Viterbóba tért vissza, majd innen Tusculum városába utazott, ahol találkozott a keresztes hadjáratáról hazatérő VII. Lajos királlyal. A déli rezidenciájában fogadta II. Roger királyt, akinek szövetségével 1149 karácsonyára ismét sikerült megszelídítenie Rómát. A siker azonban ezúttal is csak rövid időre szólt, és hamarosan újra el kellett hagynia a szent várost. Ezek után Campagna városaiban keresett menedéket, és leveleiben kérlelte III. Konrád császárt, hogy segítse ki szorult helyzetéből. A császári korona felajánlása és Szent Bernát hathatós rábeszélése után Konrád sereget gyűjtött és elindult Róma ellen. Azonban 1152. február 15-én váratlanul meghalt, ezért a pápaság és Róma sorsa energikus unokaöccsére, Barbarossa Frigyesre maradt.
Az új német királyhoz Jenő azonnal követeket küldött, akik Konstanz városában találkoztak az új uralkodóval. Frigyes itt kötötte meg az egyházzal a konstanzi szerződést, amelyben vállalta a római anarchia felszámolását és Jenő megsegítését, ha az cserébe császárrá koronázza.

### Életének alkonyán
A konstanzi szerződés beteljesedését azonban Jenő már nem érte meg. 1153. július 8-án Tivoli városában halt meg, ahová orvosai küldték a nyári hőség elől. Nem sokkal halála után Szent Bernát is meghalt, amit az egyházi krónikások csodás eseményként írtak meg. A tanítvány és a mester szinte alig éltek egymás nélkül. Jenő testét a Szent Péter-bazilika oltárjával szemben helyezték örök nyugalomra. Ez a sír a későbbi korokban csodás események helyszínévé vált, és ezért 1872-ben IX. Piusz pápa boldoggá avatta.

## Művei
- Documenta Catholica Omnia (latin nyelven). (Hozzáférés: 2011. december 6.)

| Előző pápa: II. Luciusz | Római pápa 1145 – 1153 | Következő pápa: IV. Anasztáz |